# Micromecánica
La micromecánica (también conocido como micromecánica de materiales) establece las relaciones entre las propiedades de los materiales constituyentes y las de la lámina como unidad básica de los materiales compuestos o heterogéneos.

## Introducción
Se denomina materiales compuestos o heterogéneos a aquellos materiales que se forman mediante la unión de dos o más materiales para conseguir la combinación de propiedades que no es posible obtener en los materiales originales. Los materiales constituyentes del material compuesto son fácilmente identificables ya que poseen diferentes propiedades físicas y mecánicas.
Uno de los objetivos principales de la micromecánica consiste en sustituir el material heterogéneo original por un material homogéneo imaginario de forma que se simplifique el análisis de la estructura construida con el material heterogéneo . En este proceso, denominado como homogeneización, la micromecánica trata de predecir el comportamiento del material heterogéneo teniendo en cuenta la geometría y las propiedades de los materiales constituyentes. El proceso de homogeneización puede utilizarse para simular el comportamiento global del material ante cargas simples también denominado como caracterización virtual del material heterogéneo, o para determinar el modelo constitutivo del material heterogéneo .
Otro de los objetivos principales de la micromecánica es predecir los campos microscópicos tales como los campos de desplazamiento, tensión y deformación dentro de la microestructura teniendo en cuenta el estado de carga macroscópico, las propiedades y la geometría de los materiales constituyentes. Este proceso es conocido como localización o deshomogeneización y resulta crítico para evaluar la resistencia o fallo de los materiales. 
La mayoría de métodos de la micromecánica de materiales se basan en la mecánica de medios continuos y por consiguiente, esta rama se denomina como “micromecánica de medios continuos”. Asimismo, es posible estudiar el comportamiento térmico de los materiales heterogéneos tales como la conductividad térmica o el coeficiente de dilatación térmica mediante métodos analíticos y numéricos basados en la mecánica de medios continuos.

## Métodos analíticos de la micromecánica de medios continuos
- Voight[4] (1887) – El campo de deformación es constante en el material compuesto. Se aplica la regla de mezclas para determinar los componentes de la matriz de rigidez.
- Reuss[5] (1929) – El campo de tensión es constante en el material compuesto. Se aplica la regla de mezclas para determinar los componentes de la matriz de flexibilidad.